# Landtagswahl in Hessen 2003
- SPD: 33
- Grüne: 12
- FDP: 9
- CDU: 56

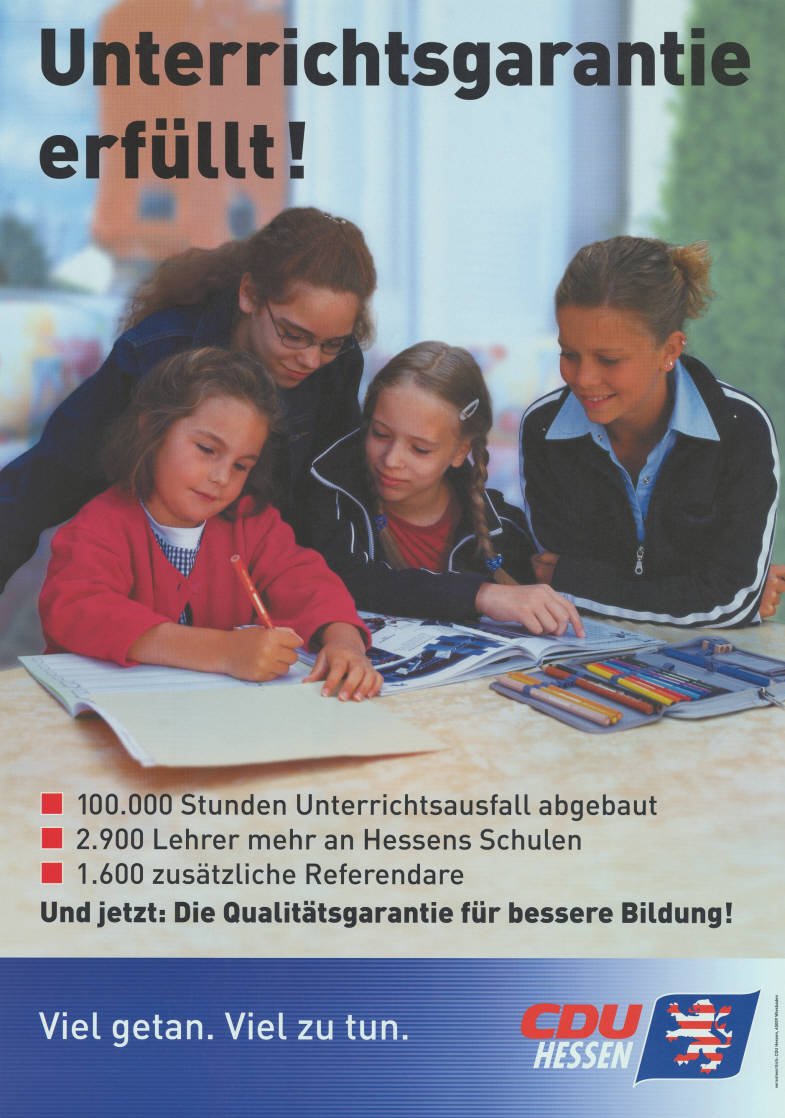
Wahlplakat der CDU

Die Wahlen zum 16. Hessischen Landtag fanden am 2. Februar 2003 statt. Das Wahlergebnis war maßgeblich durch die Bundespolitik beeinflusst. Infolgedessen erzielte die CDU ihr bisher bestes hessisches Landtagswahlergebnis und erreichte dort zum bislang einzigen Mal die absolute Mehrheit der Parlamentssitze. Die SPD hingegen erzielte ihr schlechtestes Ergebnis, das sie bis dahin bei Landtagswahlen in diesem Bundesland hatte.

## Ausgangssituation
Bei der vorhergehenden Landtagswahl im Jahr 1999 erreichte die CDU überraschend hohe Gewinne und, zusammen mit der FDP, eine Mehrheit der Mandate. Den nur leichten Gewinnen der SPD standen Zugewinne von 4,2 % durch die CDU gegenüber. Damit kam es in der Folge zu einer Regierungsbildung aus einer CDU/FDP-Koalition. Neuer Ministerpräsident wurde Roland Koch (CDU).
| Partei | Stimmanteil | Sitze |
| ------ | ----------- | ----- |
| CDU    | 43,4 %      | 50    |
| SPD    | 39,4 %      | 46    |
| GRÜNE  | 7,2 %       | 8     |
| FDP    | 5,1 %       | 6     |

Die Meinungsumfragen vor der Wahl sagten eine Bestätigung der CDU-FDP-Koalition voraus. Prognostiziert wurden Verluste der SPD und leichte Gewinne der CDU, die jedoch wahrscheinlich auf die FDP als Koalitionspartner angewiesen bleiben würde.
| Partei | Forsa (31.01.) | Infratest dimap (20.01.) | Forsa (18.01.) | Forschungsgruppe Wahlen (16.01.) |
| ------ | -------------- | ------------------------ | -------------- | -------------------------------- |
| CDU    | 49 %           | 48 %                     | 50 %           | 48 %                             |
| SPD    | 29 %           | 31 %                     | 31 %           | 32 %                             |
| GRÜNE  | 11 %           | 11 &                     | 10 %           | 10 %                             |
| FDP    | 8 %            | 7 %                      | 5 %            | 7 %                              |

## Spitzenkandidaten
Die CDU trat mit Ministerpräsident Koch als Spitzenkandidat an. Gegenkandidat der SPD war Gerhard Bökel.
Die Grünen gehen traditionell mit einer Doppelspitze in den Wahlkampf. Evelin Schönhut-Keil und Tarek Al-Wazir führten die Grünen-Liste an. Für die FDP fungierte Ministerin Ruth Wagner als Spitzenkandidatin.

## Antretende Parteien
Folgende Parteien standen landesweit zur Wahl:
- CDU - Christlich Demokratische Union Deutschlands
- SPD - Sozialdemokratische Partei Deutschlands
- GRÜNE - BÜNDNIS 90/DIE GRÜNEN
- FDP - Freie Demokratische Partei
- REP - DIE REPUBLIKANER
- Die Tierschutzpartei - Mensch Umwelt Tierschutz
- DIE FRAUEN - Feministische Partei DIE FRAUEN
- PBC - Partei Bibeltreuer Christen
- DKP - Deutsche Kommunistische Partei
- ödp - Ökologisch-Demokratische Partei
- BüSo - Bürgerrechtsbewegung Solidarität
- FAG Hessen - FAG FlughafenAusbauGegner Hessen
- PSG - Partei für Soziale Gleichheit, Sektion der Vierten Internationale
- Schill - Partei Rechtsstaatlicher Offensive

In einigen Kreisen traten darüber hinaus an:
- Arbeitslos
- Pescheck
- Schülbe, Hans-Jürgen
- SAV - Sozialistische Alternative
- UFFBASSE - Unabhängige Fraktion Freier Bürger - Aufrecht, Spontan, Subkulturell, Eigensinnig
- W. Ruppert -direkt- - Wolf-Reiner Ruppert

## Wahlkampf
Der Wahlkampf wurde geprägt durch folgende Themen:
Die CDU stellte besonders die Schulpolitik und die Sicherheitspolitik in den Mittelpunkt ihrer Wahlwerbung. Zur Umsetzung der im vorhergehenden Wahlkampf versprochenen Unterrichtsgarantie hatte die Regierung 3000 neue Lehrerstellen geschaffen. Auch Polizei und Justizverwaltung waren personell deutlich verstärkt worden. Herausgestellt wurde auch die massiv gesenkte Zahl der entflohenen Strafgefangenen. Die hohe Zahl der Ausbrüche in der Regierungszeit von Rot-Grün war im vorangegangenen Wahlkampf Thema gewesen. Die SPD knüpfte an die CDU-Spendenaffäre an, in deren Verlauf Koch zunächst „brutalst mögliche Aufklärung“ versprochen, aber auf einer Pressekonferenz am 10. Januar 2000 trotz mehrfacher Nachfrage die Rückdatierung eines Kreditvertrags verschwiegen hatte. Daher bezichtigte die SPD Koch der Lüge. In der Schlussphase des Wahlkampfes führte die SPD zudem das Thema Irak-Krieg (das zum Wahlsieg Gerhard Schröders beigetragen hatte) erneut ins Feld.
Der Wahlkampf wurde erneut durch bundespolitische Einflüsse überlagert (siehe hierzu: Wahlanalyse).

## Amtliches Endergebnis
| Listen                       | Listen               | Wahlkreisstimmen | Wahlkreisstimmen | Wahlkreisstimmen | Wahlkreisstimmen | Landesstimmen | Landesstimmen | Landesstimmen | Landesstimmen | Mandate | Mandate |
| Listen                       | Listen               | Stimmen          | %                | +/-              | Mandate          | Stimmen       | %             | +/-           | Mandate       | Anzahl  | +/-     |
| ---------------------------- | -------------------- | ---------------- | ---------------- | ---------------- | ---------------- | ------------- | ------------- | ------------- | ------------- | ------- | ------- |
|                              | CDU                  | 1.411.800        | 52,0             | +6,7             | 53               | 1.333.863     | 48,8          | +5,4          | 3             | 56      | +6      |
|                              | SPD                  | 898.813          | 33,1             | –8,4             | 2                | 795.576       | 29,1          | –10,3         | 31            | 33      | –13     |
|                              | GRÜNE                | 230.261          | 8,5              | +2,5             | –                | 276.276       | 10,1          | +2,9          | 12            | 12      | +4      |
|                              | FDP                  | 148.632          | 5,5              | +2,0             | –                | 216.110       | 7,9           | +2,8          | 9             | 9       | +3      |
|                              | REP                  | 7.025            | 0,3              | –2,6             | –                | 34.563        | 1,3           | –1,4          | –             | –       | –       |
|                              | Die Tierschutzpartei | 4.815            | 0,2              | +0,1             | –                | 20.600        | 0,8           | +0,3          | –             | –       | –       |
|                              | FAG Hessen           | –                | –                | N/A              | –                | 17.736        | 0,6           | N/A           | –             | –       | –       |
|                              | Schill               | 3.074            | 0,1              | N/A              | –                | 14.545        | 0,5           | N/A           | –             | –       | –       |
|                              | DIE FRAUEN           | 1.090            | 0,0              | ±0,0             | –                | 7.506         | 0,3           | ±0,0          | –             | –       | –       |
|                              | PBC                  | 1.465            | 0,1              | ±0,0             | –                | 6.674         | 0,2           | +0,1          | –             | –       | –       |
|                              | DKP                  | 2.552            | 0,1              | +0,1             | –                | 5.908         | 0,2           | +0,1          | –             | –       | –       |
|                              | ödp                  | 378              | 0,0              | ±0,0             | –                | 2.683         | 0,1           | ±0,0          | –             | –       | –       |
|                              | BüSo                 | 873              | 0,0              | ±0,0             | –                | 1.643         | 0,1           | ±0,0          | –             | –       | –       |
|                              | PSG                  | –                | –                | N/A              | –                | 1.309         | 0,0           | N/A           | –             | –       | –       |
|                              | SAV                  | 356              | 0,0              | N/A              | –                | –             | –             | N/A           | –             | –       | –       |
|                              | Einzelbewerber       | 4.555            | 0,2              | +0,2             | –                | –             | –             | –             | –             | –       | –       |
| Gesamt                       | Gesamt               | 2.715.689        | 100              |                  | 55               | 2.734.992     | 100           |               | 55            | 110     | –       |
|                              |                      |                  |                  |                  |                  |               |               |               |               |         |         |
| Ungültige Stimmen            | Ungültige Stimmen    | 82.845           | 3,0              | +1,1             |                  | 63.542        | 2,3           | +0,7          |               |         |         |
| Wähler                       | Wähler               | 2.798.534        | 64,6             | –1,8             |                  | 2.798.534     | 64,6          | –1,8          |               |         |         |
| Wahlberechtigte              | Wahlberechtigte      | 4.330.792        |                  |                  |                  | 4.330.792     |               |               |               |         |         |
|                              |                      |                  |                  |                  |                  |               |               |               |               |         |         |
| Quelle: Der Landeswahlleiter |                      |                  |                  |                  |                  |               |               |               |               |         |         |

Die Landesregierung bestand seit der Wahl aus einer CDU-Alleinregierung unter Führung von Ministerpräsident Roland Koch.

## Wahlanalyse
Die Ergebnisse der Wahlen waren ein beispielloses Desaster für die SPD. Mit 10,3 % Verlust (bei 5,4 % Gewinn für die Union) war die SPD der klare Wahlverlierer. Dass die Verluste bei der gleichzeitig durchgeführten Wahl in Niedersachsen mit 14,5 % noch heftiger ausfielen, wurde allgemein als ein Zeichen gewertet, dass die Bundespolitik die Wahlen entschieden habe. Die Forschungsgruppe Wahlen ermittelte, dass es noch nie zuvor eine derartig hohe Verschiebung zwischen den Volksparteien gegeben habe. 44 % der Befragten gaben an, dass bundespolitische Gründe für sie wahlentscheidend gewesen seien. Die Politik der rot-grünen Bundesregierung wurde mit −1 auf der Skala von +5 bis −5 beurteilt.
Aber auch die Landespolitik trug ihren Teil zum Wahlergebnis bei. Während die CDU/FDP-Regierung in Hessen mit +1,0 beurteilt wurde, kam die SPD-Opposition auf −0,1.

## Konsequenzen

### Hessen
Obwohl die CDU eine knappe Mehrheit der Mandate im Landtag errungen hatte, bot Roland Koch der FDP eine Fortsetzung der bisherigen Koalition an. Da die FDP dieses Angebot ablehnte, wurde eine Alleinregierung der CDU gebildet (Kabinett Koch II). Roland Koch wurde am 5. April 2003 erneut zum Ministerpräsidenten gewählt.
Dennoch bemühte sich die neue Regierung auch weiterhin, die FDP in die praktische Arbeit einzubinden. So wurde der Regierungspräsident des Regierungsbezirks Darmstadt, Gerold Dieke (FDP), im Amt belassen und auch im Planungsverband Ballungsraum Frankfurt/Rhein-Main eine christlich-liberale Koalition vereinbart.

### Über Hessen hinaus
Das Wahlergebnis wurde allgemein als Denkzettel für die Bundesregierung Schröder interpretiert. Gemäß Befragungen von Infratest waren 62 % der Befragten der Meinung, die Bundesregierung habe einen Denkzettel verdient, da sie Wahlversprechen gebrochen habe.
Als direkte Folge der Wahlergebnisse in Hessen und Niedersachsen entschied sich Bundeskanzler Gerhard Schröder in seiner Regierungserklärung vom 14. März 2003, seine Arbeitsmarktreformen unter dem Titel der Agenda 2010 zu verkünden.